# Nagakubo Sekisui

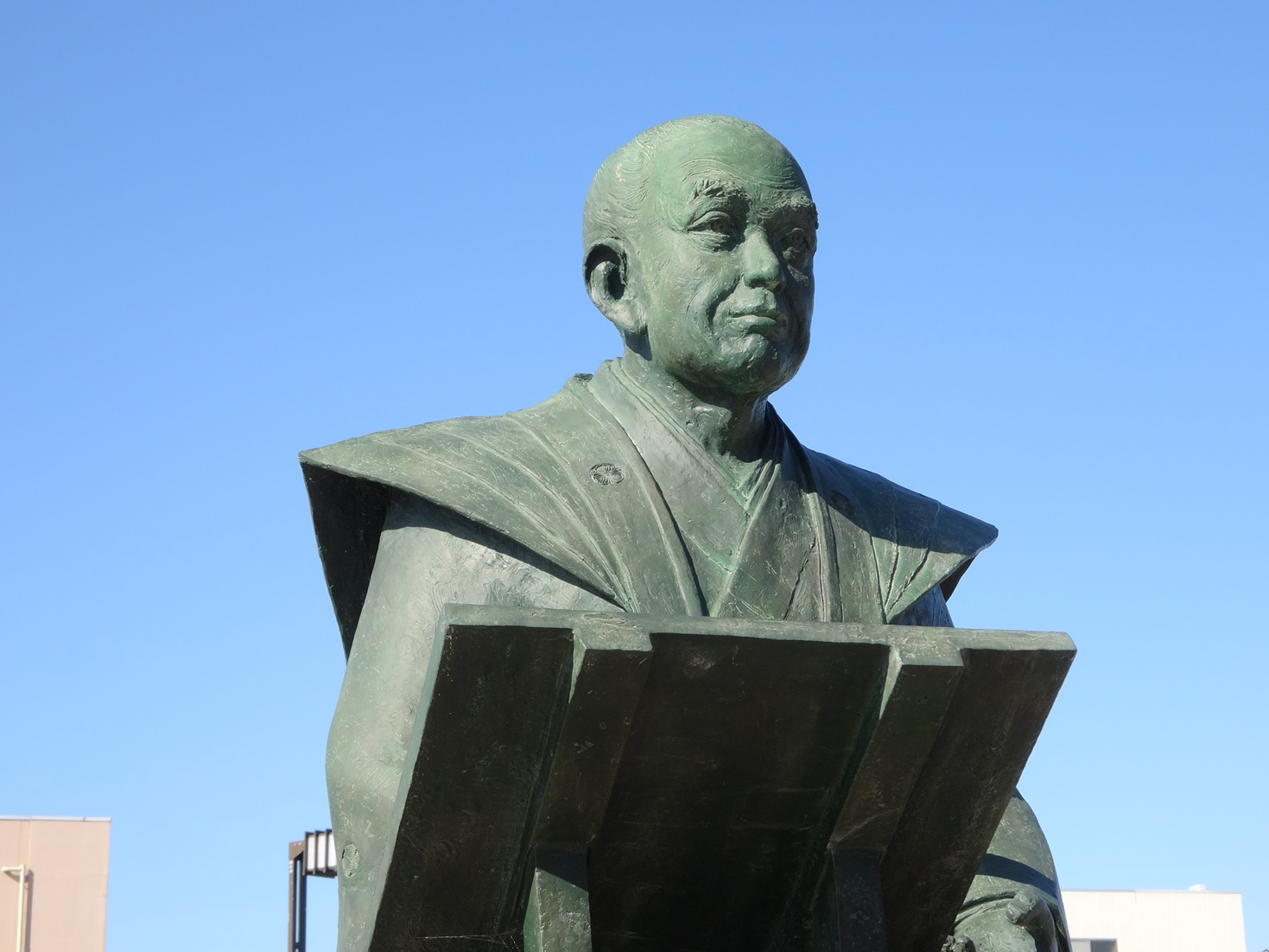
Nagakubo Sekisui

Nagakubo Sekisui (japanisch 長久保 赤水; geboren 8. Dezember 1717 in Akahama (Provinz Hitachi); gestorben 31. August 1801 in Edo) war ein japanischer Geograph und Kartograph in der mittleren Edo-Zeit.

## Leben und Wirken
Nagakubo Sekisui, Rufname Gengohei (源五兵衛), wurde im Akahama geboren. Er lernte Chinesisch bei Suzuki Matsue (鈴木 松江), einem örtlichen Arzt, und bildete sich unter Nague Nankei (名越 南渓; 1699–1777), einem konfuzianischen Gelehrten des Mito-Klans weiter. Seine Reise nach Nagasaki im Jahr 1767, als er als stellvertretender Dorfvorsteher mit einem Feudalbeamten nach Nagasaki reiste, um Gestrandete aus einem nahegelegenen Dorf abzuholen, die aus Annam (Vietnam) zurückgekehrt waren, weckte in ihm den Wunsch zu schreiben.
„Nagasaki Kōeki Nikki“ (長崎行役日記) – „Tagebuch eines Aufsehers in Nagasaki“ (1805), „Annan Hōryū Ki“ (安南漂流記) – „Notizen zu Gestrandeten aus Annan“, ein Manuskript, und „Shin Sa Shōwa-shū“ (清槎唱和集), eine Anthologie chinesischer Poesie in Verbindung mit dem Qing-Volk, 1892, sind die Ergebnisse dieser Zeit. Die 1779 veröffentlichte „Seikai-sei Nihon Fusō Bunri-zu“ (改製日本扶桑分里図) basierte auf einer Karte von Japan mit Breiten- und Längengradlinien, die von Mori Kōan (森 幸安; 1701–?) angefertigt worden war, und die er offenbar in Osaka erhalten hatte. Er verbesserte sie und veröffentlichte sie 1779 in einem Verlag in Osaka. Es war die erste veröffentlichte Karte Japans, die Längen- und Breitengrade enthielt. Sie fand bis zum Ende der Edo-Zeit großen Anklang.
Im selben Jahr wurde Nagakubo auf Empfehlung des Bezirksrichters und anderer zum Tutor des Fürsten der Mito-Domäne ernannt und zog nach Edo. Nach seiner Pensionierung im Jahr 1791 blieb er in Edo und widmete sich dem Schreiben der Geographie der „Geschichte Großjapans“ (大日本史, Daihihon-shi) und anderer Texte. Die fertiggestellte „Geschichte Großjapans“ wurde erst 1906 publiziert. Sie diente als Grundlage für das Werk „Kokugun-shi“ (国郡志), das der Professor für Geschichte an der Universität Tokio Kurita Hiroshi (栗田 寛; 1835–1899) erarbeitet hatte.
Zu Nagakubos  Werken, die einen großen Einfluss auf spätere Generationen hatten, gehört auch „Chikyu bankoku sankai yochi zen-zusetsu“ (地球万国山海輿地全図説) um 1788, das auf einem Werk von Matteo Ricci beruht. Weitere Veröffentlichungen sind „Morokoshi rekidai shū-gun enkaku chizu“ (唐土歴代州郡沿革地図) – etwa „Geschichts- und Länderkarten von Morokoshi [= China]“ 1790, „Temmon-kan ...“ (天文管窺鈔) – „Aufwand für ein Teleskop“, Taisei Hirokoshi-zu (大清広輿図) – „Atlas von Groß-Qing“ 1785, „Tōō Kikō“ (東奥紀行) – „Bericht über eine Reise in den Norden Japans“ 1792 und andere Werke.

## Bilder

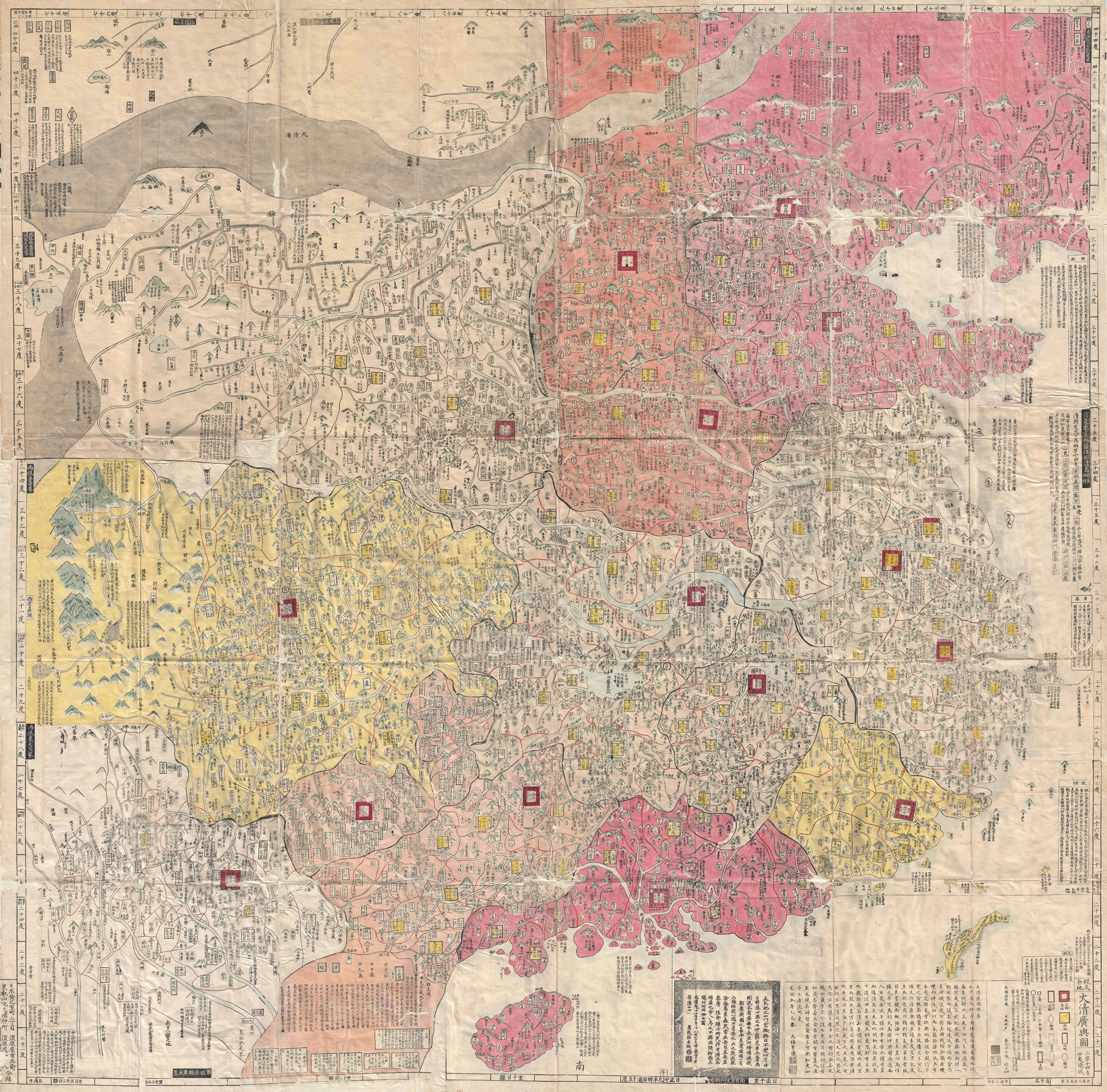
China 1785
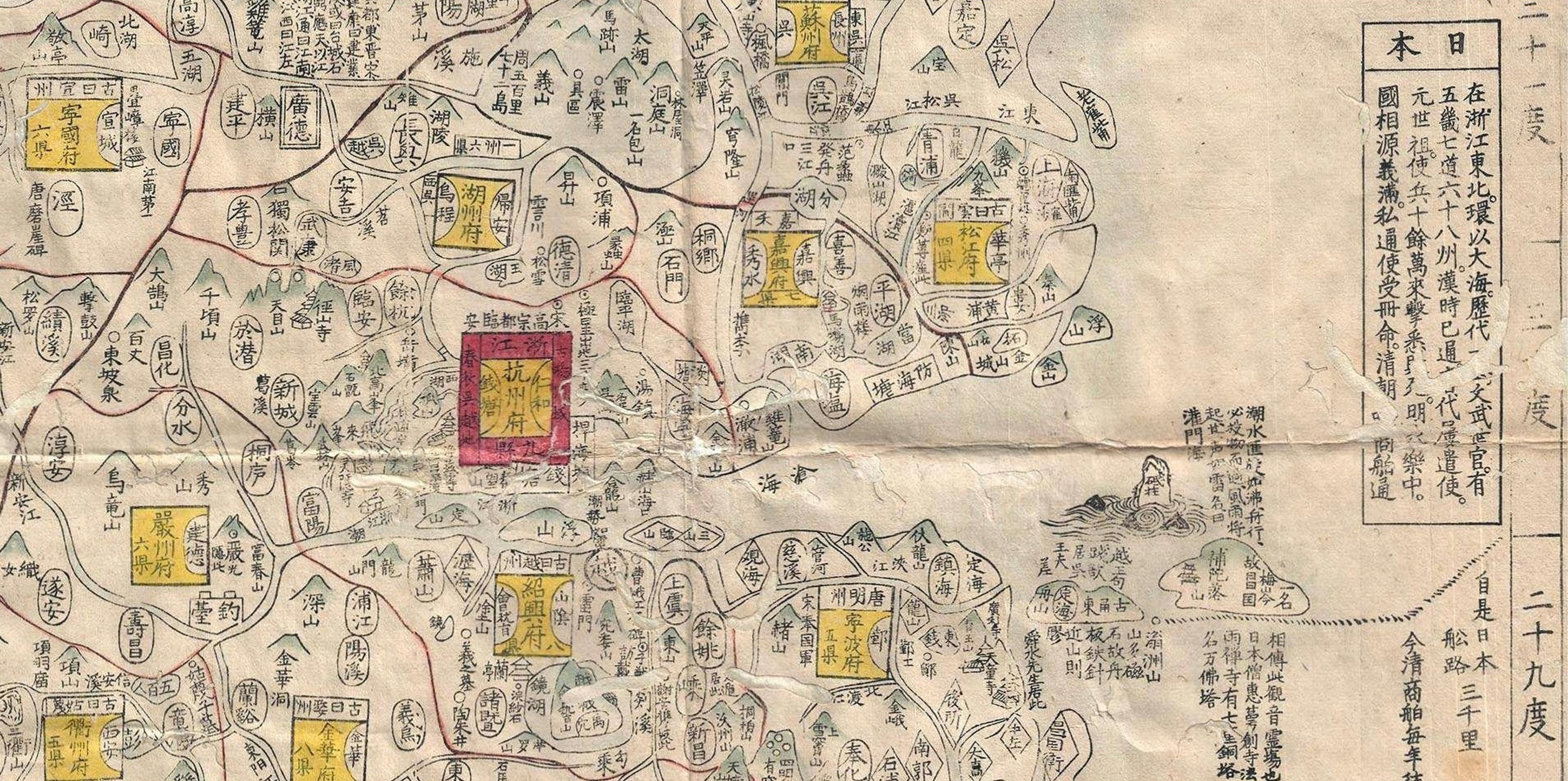
China 1785 Detail
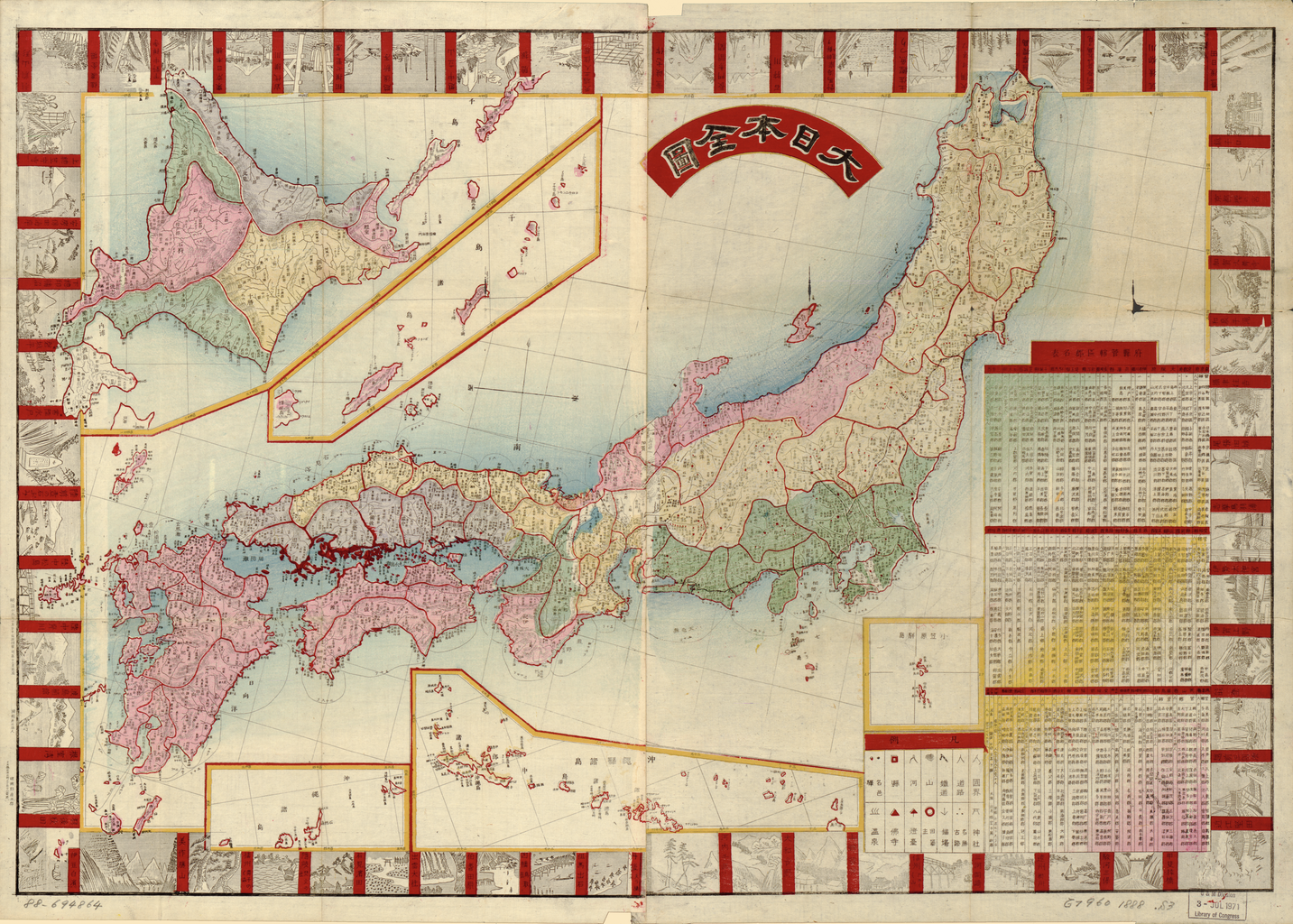
Karte von Japan
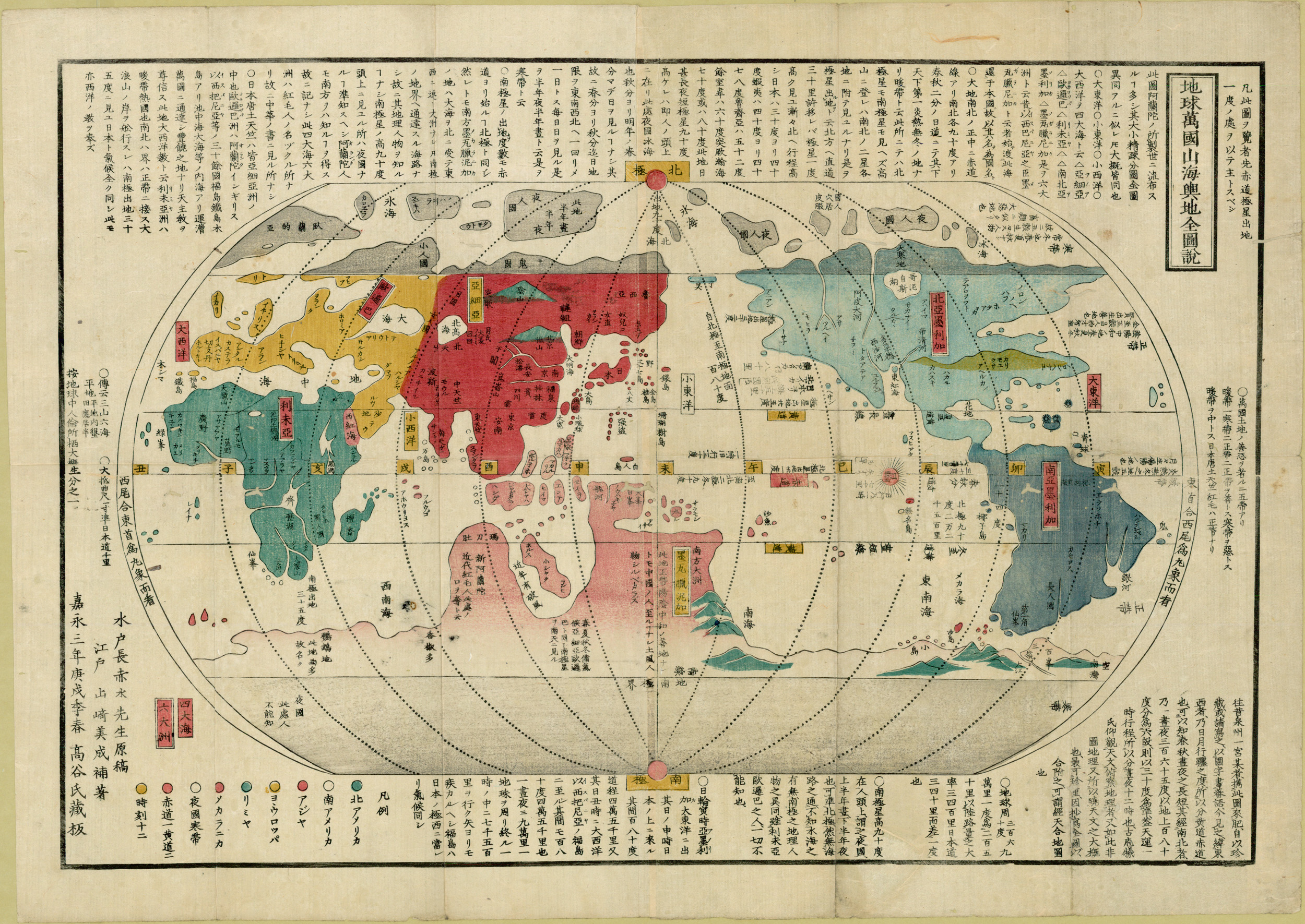
Weltkarte